# Министерство здравоохранения Газы
Министерство здравоохранения Газы — государственное учреждение, ответственное за здравоохранение и медицинское обслуживание в секторе Газа на палестинских территориях. Оно действует под управлением организации ХАМАС, которая управляет территорией с 2007 года.
Во время войны между Израилем и ХАМАСом в 2023 году высказывались опасения по поводу точности данных министерства о потерях. Такие организации, как ООН, ВОЗ и Human Rights Watch, исторически считали цифры министерства достоверными, однако США сомневались в их достоверности. Однако данные министерства также не различают разницу между гражданскими лицами и комбатантами и не указывают причину смерти: смерть как в результате израильских атак, так и в результате ошибочных палестинских ракетных ударов считается результатом «израильской агрессии».

## История
Палестинские территории (Западный берег реки Иордан и сектор Газа) ранее обслуживались одним правительственным министерством здравоохранения. После захвата ХАМАСом сектора Газа в 2007 году правительство ХАМАСа в секторе Газа назначило своих собственных министров здравоохранения, альтернативных министрам здравоохранения на Западном Берегу.
После захвата Хамасом сектора Газа в 2007 году из-за политических споров последовала месячная забастовка врачей. Новое правительство Газы, с Басемом Наимом в качестве министра здравоохранения, заменило директоров и персонал связанных с ФАТХ больниц сторонниками ХАМАС. Джомаа Альсакка, 20-летний хирург в больнице Аль-Шифа, потерял работу из-за поддержки ФАТХ и подвергся арестам и нападкам после прихода к власти ХАМАСа. В ответ Наим заявил, что «руководители больниц были уволены не по политическим мотивам: они были уволены из-за управленческой, финансовой и моральной коррупции в больницах».
Нынешним руководителем Министерства здравоохранения Газы является Медхат Аббас.
17 ноября, в ходе войны в секторе Газа в 2023 году, глава организации «Врачи без границ» в Палестине заявил, что Министерство здравоохранения Газы «уничтожено», а сектор здравоохранения Газы «систематически разрушен».

## Число жертв
| Конфликт                               | По данным Министерства | По данным ООН | Отклонение |
| -------------------------------------- | ---------------------- | ------------- | ---------- |
| Война в Газе (2008—2009 гг.)           | 1440                   | 1385          | 4,0 %      |
| Война в Газе 2014 г.                   | 2310                   | 2251          | 2,6 %      |
| Израильско-палестинский кризис 2021 г. | 260                    | 256           | 1,6 %      |

По состоянию на 26 октября 2023 года Министерство здравоохранения Газы было единственным официальным источником данных о жертвах палестинцев в секторе Газа во время войны между Израилем и Хамасом в 2023 году, хотя эти цифры также публикуются базирующимся на Западном Берегу Министерством здравоохранения Палестины, которое подтверждает их своим сотрудникам в секторе Газа. Некоторые источники поставили под сомнение достоверность подсчетов потерь, в то время как другие источники выразили твердую уверенность в их подсчетах.
После сильно оспариваемых первоначальных сообщений о жертвах, сделанных сразу после взрыва арабской больницы Аль-Ахли, Министерство подверглось обвинениям в завышении цифр о потерях. Кроме того, во время конфликтов данные о потерях Министерство также не различает разницу между гражданскими лицами и комбатантами и не указывает причину смерти, поскольку смерть как в результате израильских атак, так и в результате ошибочных палестинских ракетных ударов считается результатом израильской агрессии. Таким образом, процент погибших мирных жителей рассчитывается ООН и различными правозащитными группами только после конкретного события.
Бывший глава регионального бюро Reuters Люк Бейкер заявил, что данные министерства больше не заслуживают доверия, и «любой чиновник здравоохранения, переступающий черту и не сообщающий журналистам данные о погибших, которые ХАМАС хочет сообщить, рискует иметь серьёзные последствия». Тем не менее, другие источники утверждают, что в состав Министерства также входят чиновники светской партии ФАТХ и независимые работники.
Министр иностранных дел Италии Антонио Таяни, не приводя конкретных доказательств, позже обвинил Министерство в распространении «пропаганды», в то время как президент США Джо Байден заявил, что «не доверяет» сообщаемым цифрам потерь. Впоследствии представитель Совета национальной безопасности Джон Кирби заявил, что число погибших нельзя принимать «за чистую монету» и что «Министерство здравоохранения Газы является всего лишь прикрытием для ХАМАС». 10 ноября помощник госсекретаря США заявил, что фактическое число погибших, скорее всего, даже выше, чем заявило Министерство.
В ответ на эти обвинения Министерство опубликовало полный список людей, убитых начиная с 7 октября, это 200-страничный документ, в котором указаны 6747 идентифицированных лиц с указанием их имен, возраста и идентификационных номеров, а также 281 неопознанная жертва. Комментаторы отметили, что данные Министерства исторически считались надежными в ООН, Всемирной организации здравоохранения, Human Rights Watch и Госдепартаменте США. Омар Шакир, директор Human Rights Watch по Израилю и Палестине, заявил, что «цифры, озвученные министерством, не выходят за рамки разумного», и отметил серую зону в различении комбатантов и мирных жителей среди погибших, а также подчеркнул, что немедленно опубликованные цифры могут часто отличаются от тех, которые в конечном итоге основаны на зарегистрированных данных.
Палестинский политолог Нур Оде утверждает, что процесс выдачи свидетельств о смерти осуществляется не политическими деятелями, а медицинскими работниками, настаивая на том, что «этот процесс позволяет семьям решать такие вопросы, как наследование и опека над детьми, родители которых умерли».
Министерство здравоохранения Газы обвинило в причинах взрыва у больницы Аль-Ахли израильский авиаудар и, таким образом, «намеренно рассказало миру ложную историю», по сообщению New York Times.
10 ноября 2023 года The Wall Street Journal сообщила, что разведывательное сообщество США все больше уверено в том, что отчеты Министерства здравоохранения Газы о количестве погибших примерно точны. В статье также сообщается, что, хотя уверенность американских чиновников росла, у них не было достаточно информации, чтобы подтвердить это наверняка.

## Список министров здравоохранения
| # | Имя                  | Партия | Период в должности              |
| - | -------------------- | ------ | ------------------------------- |
| 1 | Басем Наим           | ХАМАС  | Июнь 2007 г. — январь 2009 г.   |
| 2 | Муфиз аль-Махалалати | ХАМАС  | Апрель 2009 г. — неизвестно     |
| 3 | Медхат Аббас         | ХАМАС  | Неизвестно — по настоящее время |